# Единно национално движение
Единното национално движение (на грузински: ერთიანი ნაციონალური მოძრაობა) е дясноцентристка консервативна политическа партия в Грузия.
Основана е през 2001 година от Михаил Саакашвили, доскорошен министър, който преминава в опозиция на правителството на Едуард Шеварднадзе. През 2004 година Саакашвили печели президентските избори, а партията доминира и в парламента до 2012 година, когато остава на второ място с 40% от гласовете, отстъпвайки на коалицията Грузинска мечта. През 2016 година получава 27% от гласовете и 27 от 150 депутатски места.
Това е реформистка партия, която поддържа близка отношения с НАТО и ЕС, както и възстановяването на контрола на Тбисили над отделилите се и само обявили независимост области Абхазия и Южна Осетия. Лидерите на ЕДН се смятат за либерално – консервативни и през септември 2007 партия става наблюдаващ член на дясно – центристката Европейска народна партия. Нейната политическа идеология се променя от централно лява към дясно центристка след Революцията на розите и е комбинация от икономически, политически и културен либерализъм с участието на народен такъв. Нейните основни политически цели включват подобряване на социалните грижи за бедните, подкрепа на хората, борба с корупцията и намаляване на политическите бариери, които пречат на бизнеса. Саакашвили и други опозиционни лидери основават Обединен народен съюз, през ноември 2003 г., с което съюзяват Единното национално движение, Обединените демократи, Съюза за национално единство, както и младежкото движение Кмара в съюз срещу правителството на президента Едуард Шеварднадзе. Единното национално движение и неговите партньори играят важна роля в политическата криза в страната, с която свалят от власт президента Шеварднадзе. Опозиционните партии силно поставят под съмнение резултата от последните тогава парламентарни избори, които местни и чужди наблюдатели силно критикуват заради допуснати множество грешки. След падането на Шеварднадзе, партията заедно с Обединените демократи и Съюза за национална единство издигат Саакашвили като главен кандидат на опозицията на президентските избори на 4 януари, които той печели с огромно мнозинство. Единното национално движение и Обединените демократи се обединяват на 5 февруари 2005 г. Единното национално движение запазва името си, но парламентарната фракция се казва Национално движение – демократи. На 22 май 2008 г. Михаил Саакашвили обявява убедителната победа на неговата управляваща партия на парламентарните избори на фона на опасенията от политически вълнения и нарастващото напрежение между Грузия и Русия. Първите официални резултати показват, че Единното национално движение печели с 63% срещу 13% на опозицията.